# Shigeyo Takeuchi
Pour les articles homonymes, voir Takeuchi.
Shigeyo Takeuchi (竹内茂代, 31 août 1881  – 15 décembre 1975) est une médecin japonaise. Elle est l'une des premières femmes élues à la Diète japonaise, même si elle n'y exerce qu'un seul mandat.

## Jeunesse et éducation

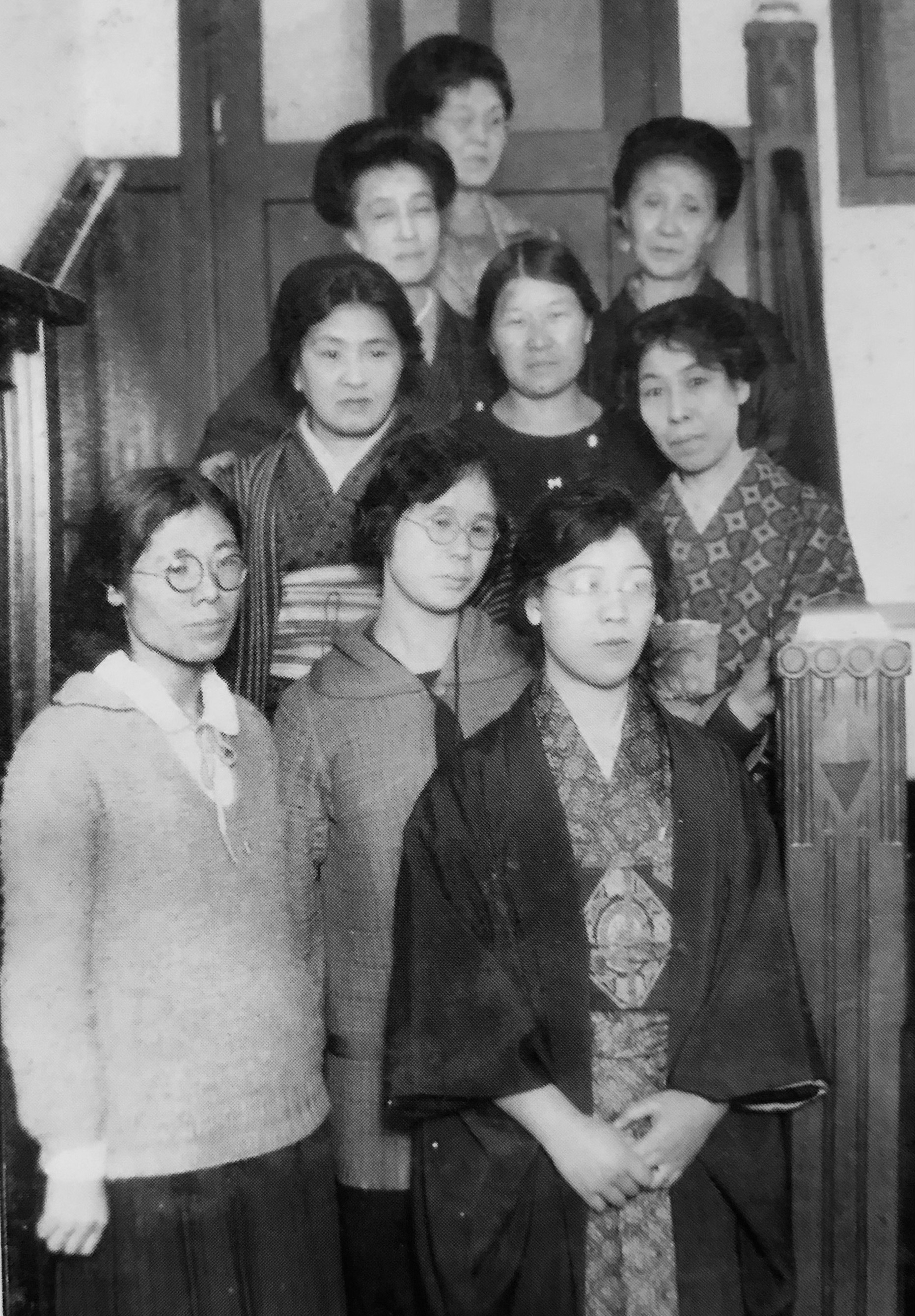
Le 13 décembre 1926 eut lieu le 2e anniversaire de la Ligue pour le droit de vote des femmes. Première rangée, de gauche à droite : Fusae Ichikawa, Shigeri Kaneko, Etsuko Ohira. Rangée du milieu, de gauche à droite : Kiiko Yagihashi, Ochimi Kubushiro, Mako Ogihara. Rangée arrière, de gauche à droite : Yoshiko Tanaka, Shigeyo Takeuchi, Kyoko Okada.

Takeuchi est née Shigeyo Ide le 31 août 1881 dans l'actuelle Kawakami, Nagano. Elle est la fille aînée d'un homme politique local. Enfant, elle fréquente brièvement l'école primaire, mais l'interrompt pour s'occuper de ses frères et sœurs. Après avoir contracté une alopécie, elle se rend dans un hôpital de Tokyo, où deux femmes médecins qui travaillent lui inspirent le désir de devenir médecin. Elle étudie auprès de Yoshioka Yayoi et obtint son diplôme de l'Université médicale féminine de Tokyo en 1908. Elle est membre de la première promotion de l'université. Elle épouse Kohei Takeuchi en 1916.

## Carrière
Takeuchi ouvre un cabinet privé à Shinjuku en 1919. Elle devient également active dans le mouvement pour le suffrage des femmes japonaises et est membre de la Ligue pour le suffrage des femmes japonaises avec Ichikawa Fusae. En 1933, elle obtient un doctorat de l'Université impériale de Tokyo.
En 1946, elle est élue à la Chambre des représentants en tant que membre du Parti libéral. Elle est l'une des premières femmes à être élue à la Diète et dirige le club des femmes membres de la Diète. Elle se concentre sur les questions liées aux soins de santé, mais défend également l'eugénisme. Takeuchi est démise de ses fonctions plus tard cette année-là à cause de ses engagements pendant la guerre. Elle ne sera réhabilitée qu'en 1959.
Elle décède le 15 décembre 1975.

## Distinctions
- Ordre du Trésor sacré[1]